# Gonomyia (Leiponeura) nebulosa
Gonomyia (Leiponeura) nebulosa is een tweevleugelige uit de familie steltmuggen (Limoniidae). De soort komt voor in het Oriëntaals gebied.